# Norbert Totschnig

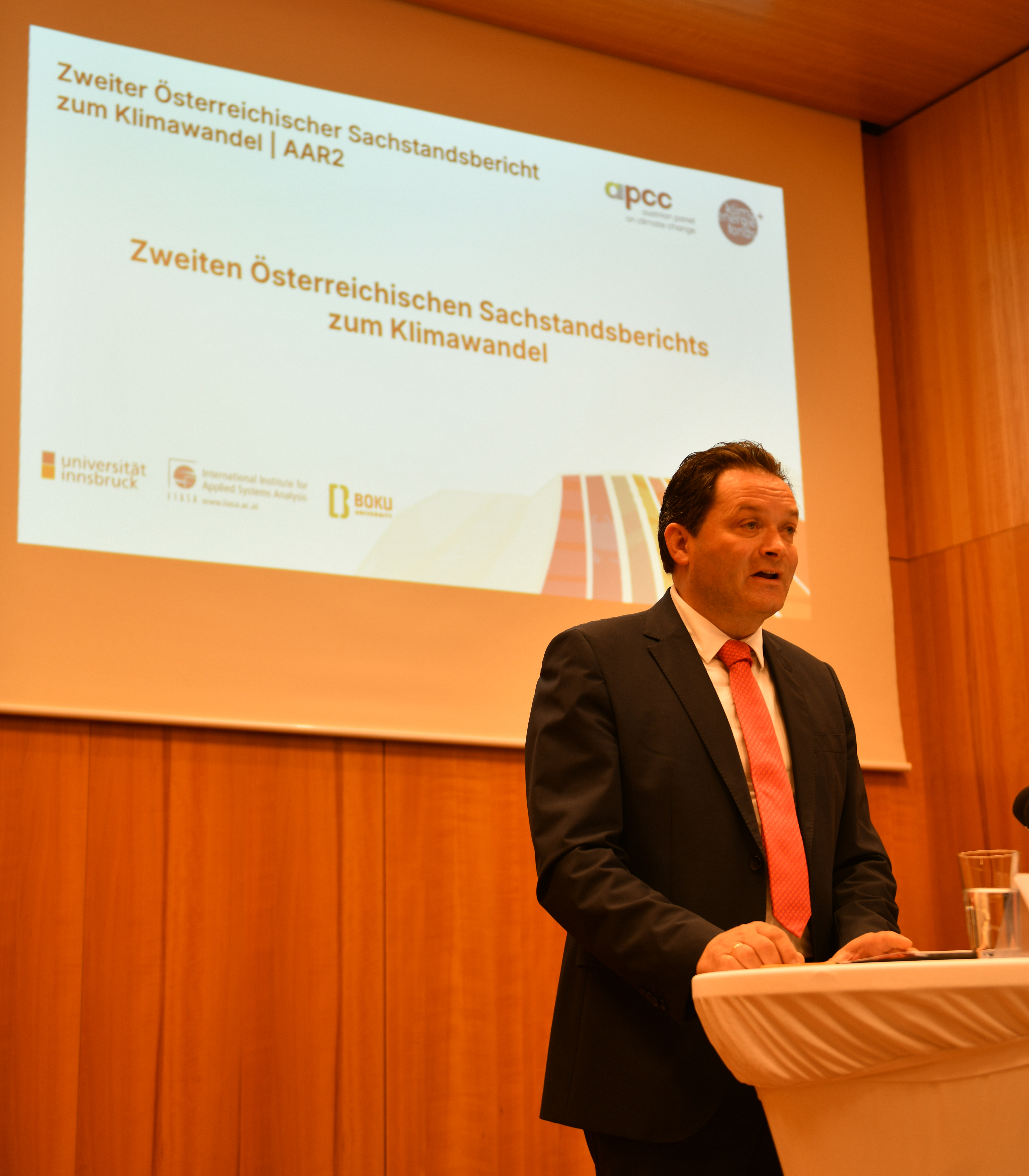
Norbert Totschnig (2025)

Norbert Totschnig (* 6. Juni 1974 in Lienz, Tirol) ist ein österreichischer Politiker (ÖVP) und seit 18. Mai 2022 Bundesminister für Land- und Forstwirtschaft, Regionen und Wasserwirtschaft in den Bundesregierungen Nehammer, Schallenberg (einstweilig) und Stocker. Totschnig war von 2017 bis 2022 Direktor des Österreichischen Bauernbundes.

## Leben
Nach Besuch der Volksschule in Tristach und der Hauptschule in Lienz absolvierte Norbert Totschnig von 1988 bis 1992 die Private Fachschule für Metallbearbeitung in Lienz. Nach dem Präsenzdienst in Innsbruck, besuchte er den Aufbaulehrgang für Automatisierungstechnik an der HTL in Bregenz. Im Jahr 2001 schloss er das Studium der Wirtschaftswissenschaften in Innsbruck ab.
Totschnig ist verheiratet und Vater zweier Söhne.

## Politische Laufbahn
Seinen Berufseinstieg machte Totschnig als Parlamentarischer Mitarbeiter für Nationalrat Georg Schwarzenberger und als Assistent für die Abgeordnete zum Europäischen Parlament Agnes Schierhuber. Im Mai 2002 wurde Norbert Totschnig Generalsekretär der Bauernbund Jugend, diese Tätigkeit übte er bis zum Jänner 2007 aus.
Im Rahmen dieser Tätigkeit begründete er das EDUCA-Bildungsprogramm, die Aus- und Weiterbildungsplattform der österreichischen Jungbauernschaft.
Von 2007 bis 2009 arbeitete er im Maschinenring Österreich. Im Februar 2009 kehrte er wieder zurück in das Team des Österreichischen Bauernbundes, dort arbeitete er bis 2011 als Büroleiter. Anschließend war er Klubreferent für Ökologie und Land- und Forstwirtschaft im Parlamentsklub der ÖVP zuständig. Im Dezember 2013 wechselte er in das Kabinett von Vizekanzler Michael Spindelegger, ins Bundesministerium für Finanzen.
Nach der Amtszeit von Michael Spindelegger arbeitete Norbert Totschnig als Referent im Kabinett von Vizekanzler Reinhold Mitterlehner, im Bundesministerium für Wissenschaft, Forschung und Wirtschaft in Wien. Von März 2016 bis zum 31. Juli 2017 war Totschnig als Klubreferent für Umwelt, Land-Forstwirtschaft, Lebensmittel, Tierschutz und Menschenrechte im Parlamentsklub der ÖVP in Wien tätig.
Ab 1. August 2017 war Norbert Totschnig Direktor des Österreichischen Bauernbundes bis kurz nach seiner Angelobung als Landwirtschaftsminister. Er folgte in dieser Tätigkeit Johannes Abentung, sein eigener Nachfolger wurde David Süß, dessen Bestellung zum Direktor am 25. Mai 2022 bekanntgegeben wurde.
Am 10. Mai 2022 nominierte Bundeskanzler Nehammer Totschnig als Nachfolger der am Vortag zurückgetretenen Elisabeth Köstinger als Landwirtschaftsminister.
Anders als die bei dieser Regierungsumbildung vom Bundespräsidenten ernannten neuen Mitglieder der Bundesregierung wurde Totschnig jedoch nicht am 11. Mai 2022 angelobt, sondern wegen eines positiven COVID-19-Tests erst am 18. Mai 2022. Diese Position übernahm Totschnig auch in den Bundesregierungen Schallenberg (einstweilig) und Stocker. In der XXVIII. Gesetzgebungsperiode war er bis zum 6. März 2025 Abgeordneter zum Nationalrat, sein Mandat ging nach dem Wechsel in die Bundesregierung Stocker an Jakob Grüner.
Im Mai 2025 wurde er zum Vizepräsidenten des Bauernbundes gewählt.

## Ehrungen und Auszeichnungen
- 2025: Großes Goldenes Ehrenzeichen am Bande für Verdienste um die Republik Österreich[14]